# Sami Lahssaini
Sami Lahssaini (Luik, 18 september 1998) is een Belgisch voetballer die in het seizoen 2020/21 door FC Metz wordt uitgeleend aan RFC Seraing. Lahssaini speelt op de positie van centrale middenvelder.
1 Valkenaers ·
3 Gilot ·
4 Faye  ·
5 Corneillie ·
7 Gobitaka ·
8 Gueulette ·
9 Guindo ·
10 Pau ·
11 Liongola ·
12 Loiseaux ·
13 Maisonneuve ·
14 Belkheir ·
15 Lahssaini ·
21 Peano ·
23 Ito ·
25 Lamego ·
26 Bongiovanni ·
27 Eyongo ·
28 Botella ·
31 Camara ·
38 Diallo ·
44 Klomp ·
49 Hoedaert ·
51 Sidibe ·
70 Nagera ·
71 Monteiro ·
98 Maës ·
Coach: Taquin